# Shay Facey
Shay Facey (ur. 7 stycznia 1995 w Manchesterze) – angielski piłkarz występujący na pozycji obrońcy w Manchesterze City.